# Кортина Маури, Педро
Пе́дро Корти́на Ма́ури (исп. Pedro Cortina Mauri; 1908, Побла-де-Сегур — 14 февраля 1993, Мадрид) — испанский политик. Министр иностранных дел Испании.
Имевший дипломатическое образование Кортина Маури в 1966—1974 годах служил послом Испании во Франции. Во франкистской Испании 3 января 1974 года Кортина Маури был назначен министром иностранных дел Испании в правительстве Карлоса Ариаса Наварро и занимал этот пост до 12 декабря 1975 года. Отец двух известных в Испании предпринимателей.